# きかんしゃトーマスの人形劇オリジナル蒸気機関車
きかんしゃトーマスのTVシリーズオリジナル蒸気機関車（きかんしゃトーマスのテレビシリーズオリジナルじょうききかんしゃ）ではウィルバート・オードリーと息子のクリストファー・オードリー（原作27巻から）が作り上げた 、イギリスの架空の島ソドー島を舞台に、そこの鉄道網で活躍する機関車や自動車などとそれに関わる人々を描いた絵本『汽車のえほん（きしゃのえほん、原題・The railway series）』と、その映像化作品『きかんしゃトーマス（きかんしゃトーマス、原題・Thomas the Tank Engine & Friends）』の内、原作に登場せずテレビのみに登場した蒸気機関車のキャラクターを扱う。

## メインキャラクター

### ノース・ウェスタン鉄道

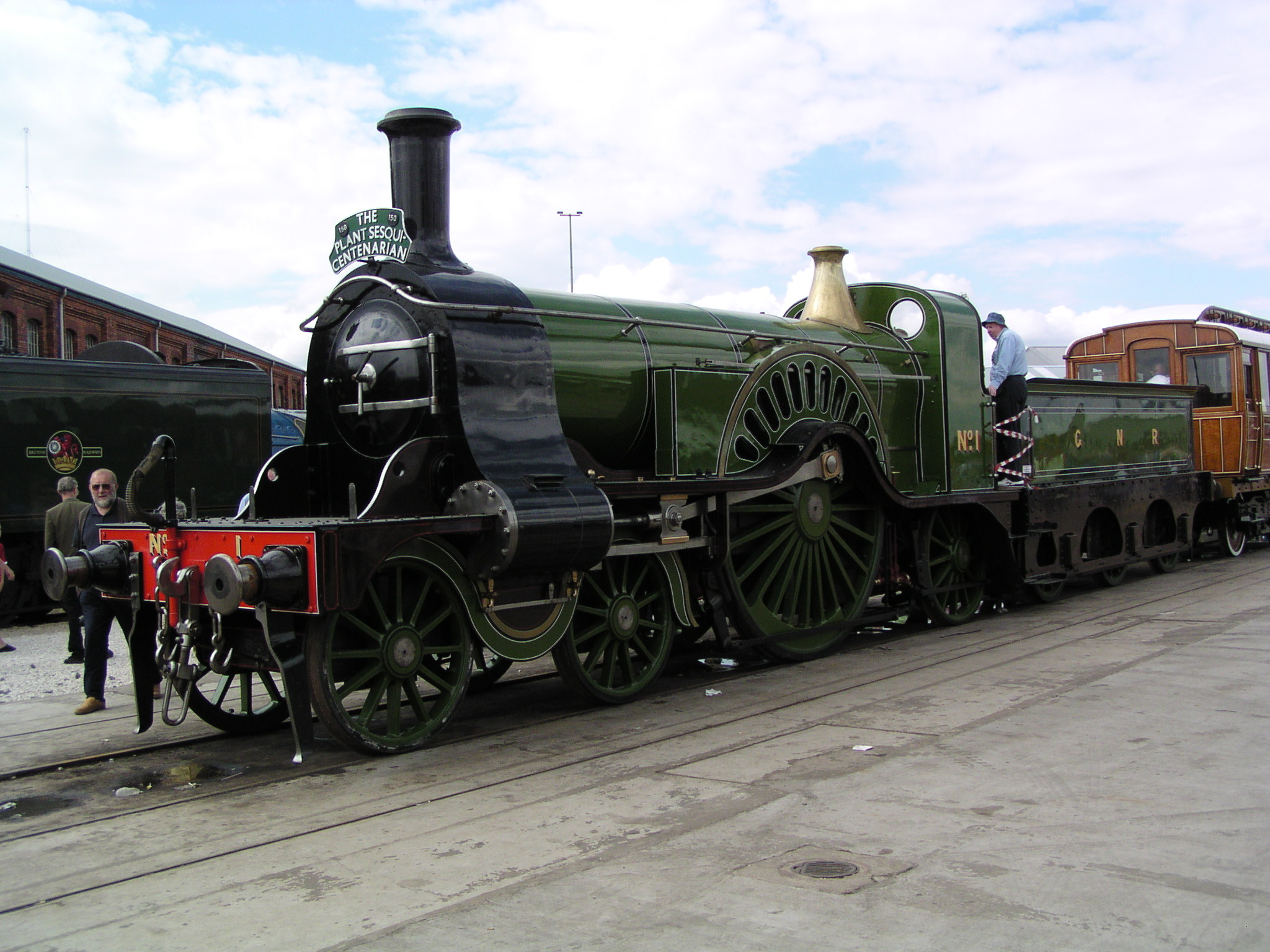
エミリーのモデルとなったグレート・ノーザン鉄道スターリングシングル 4-2-2

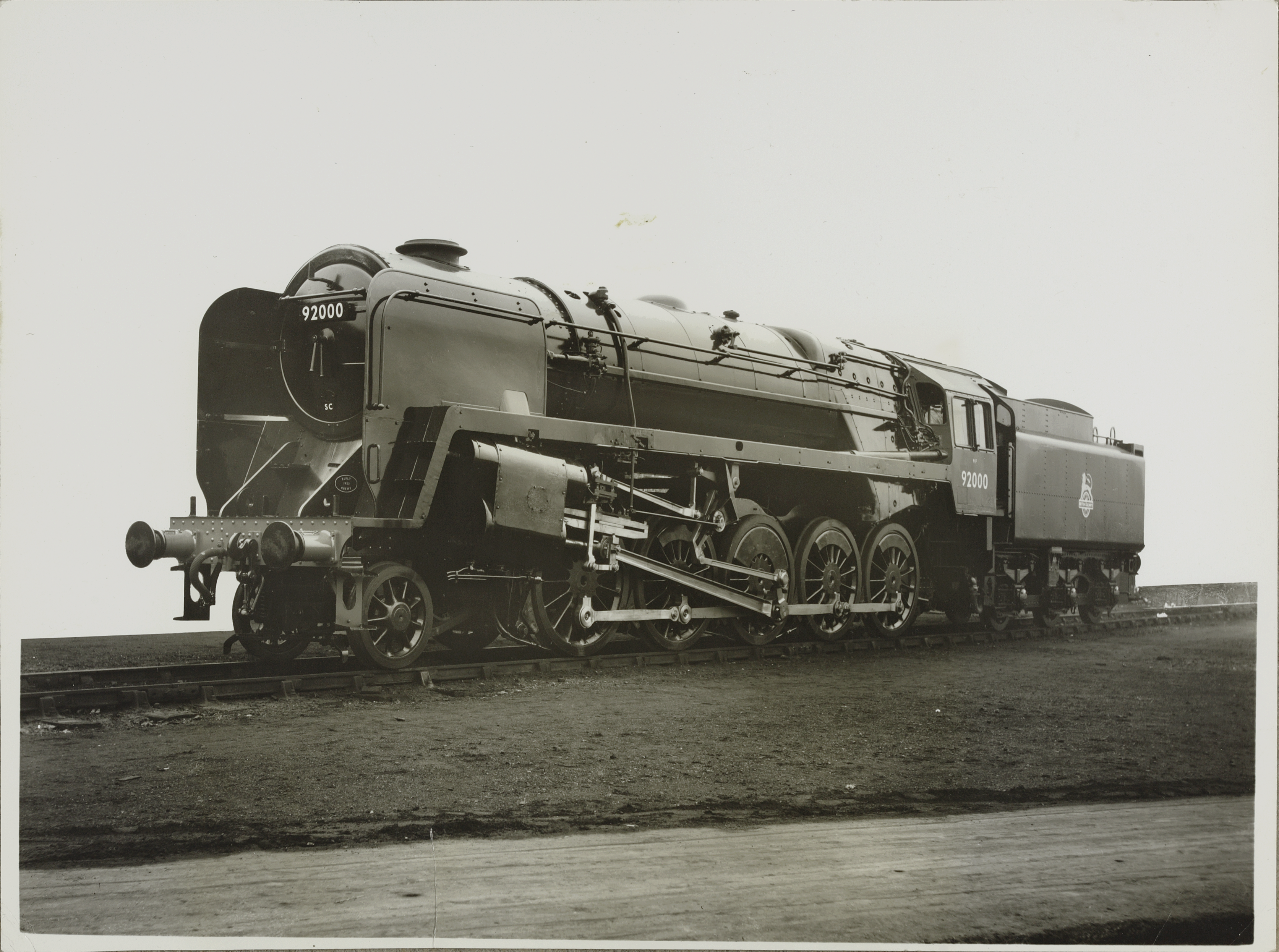
マードックのモデルとなったイギリス国鉄9F型蒸気機関車

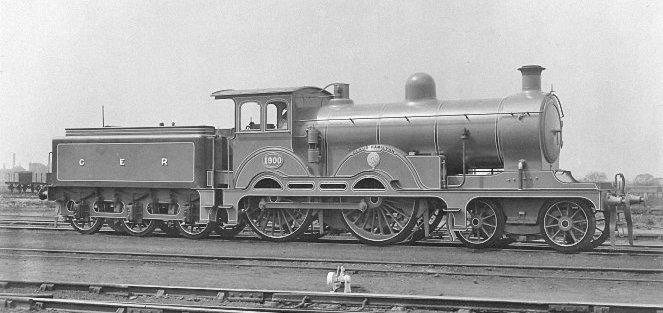
モリーのモデルとなったグレート・イースタン鉄道クロード・ハミルトン級

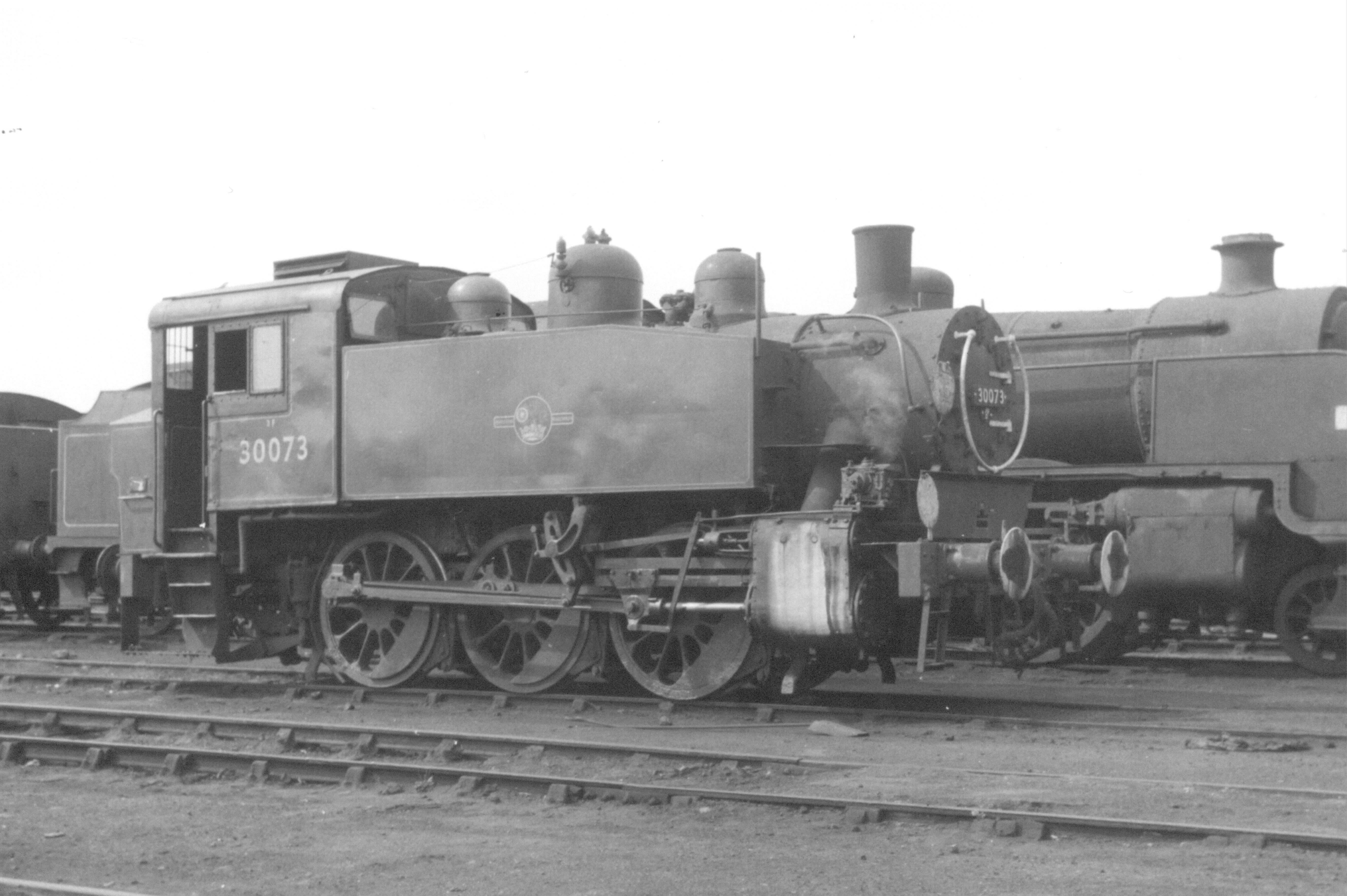
ロージーのモデルとなったサザン鉄道USA級

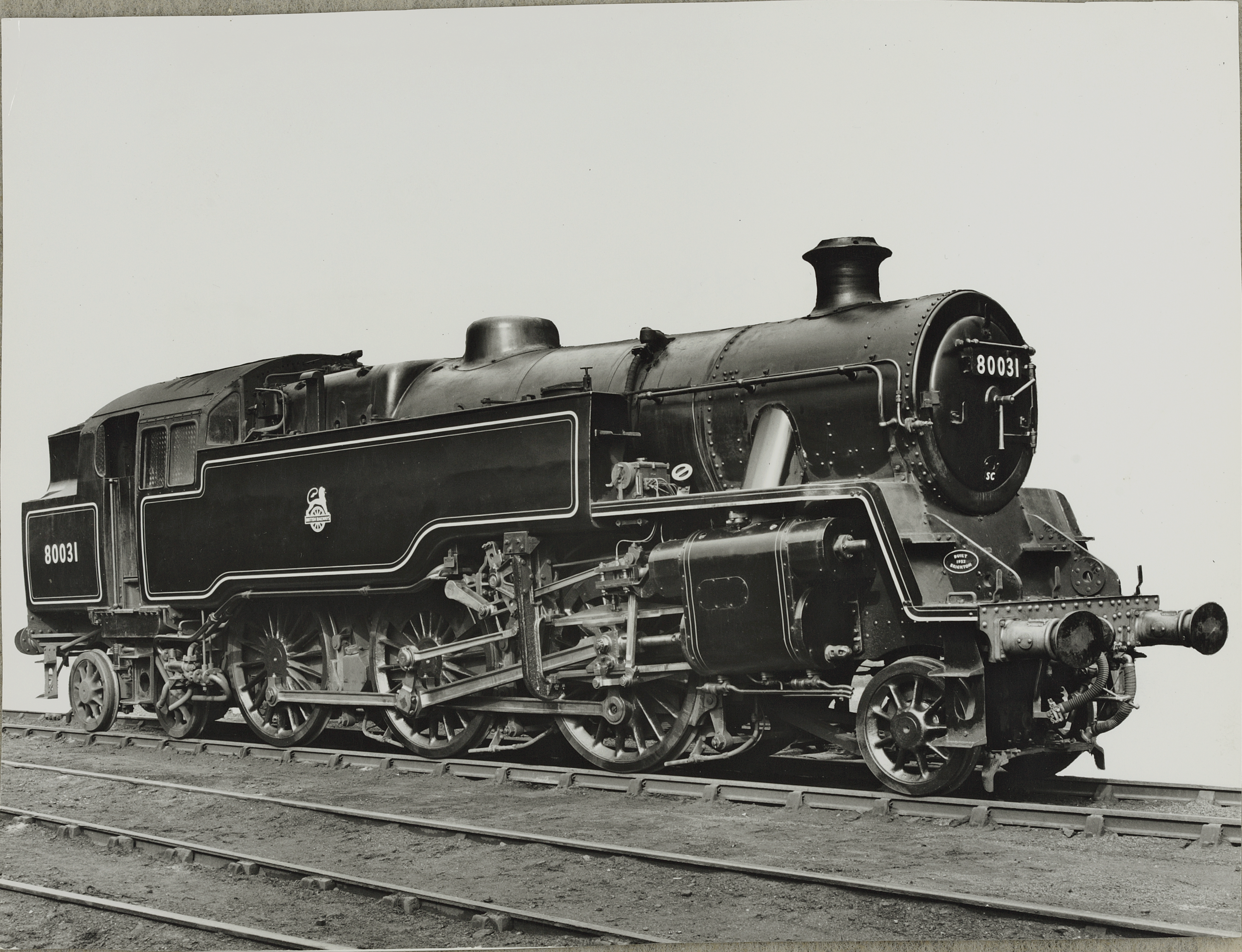
ベルのモデルとなったイギリス国鉄4型蒸気機関車

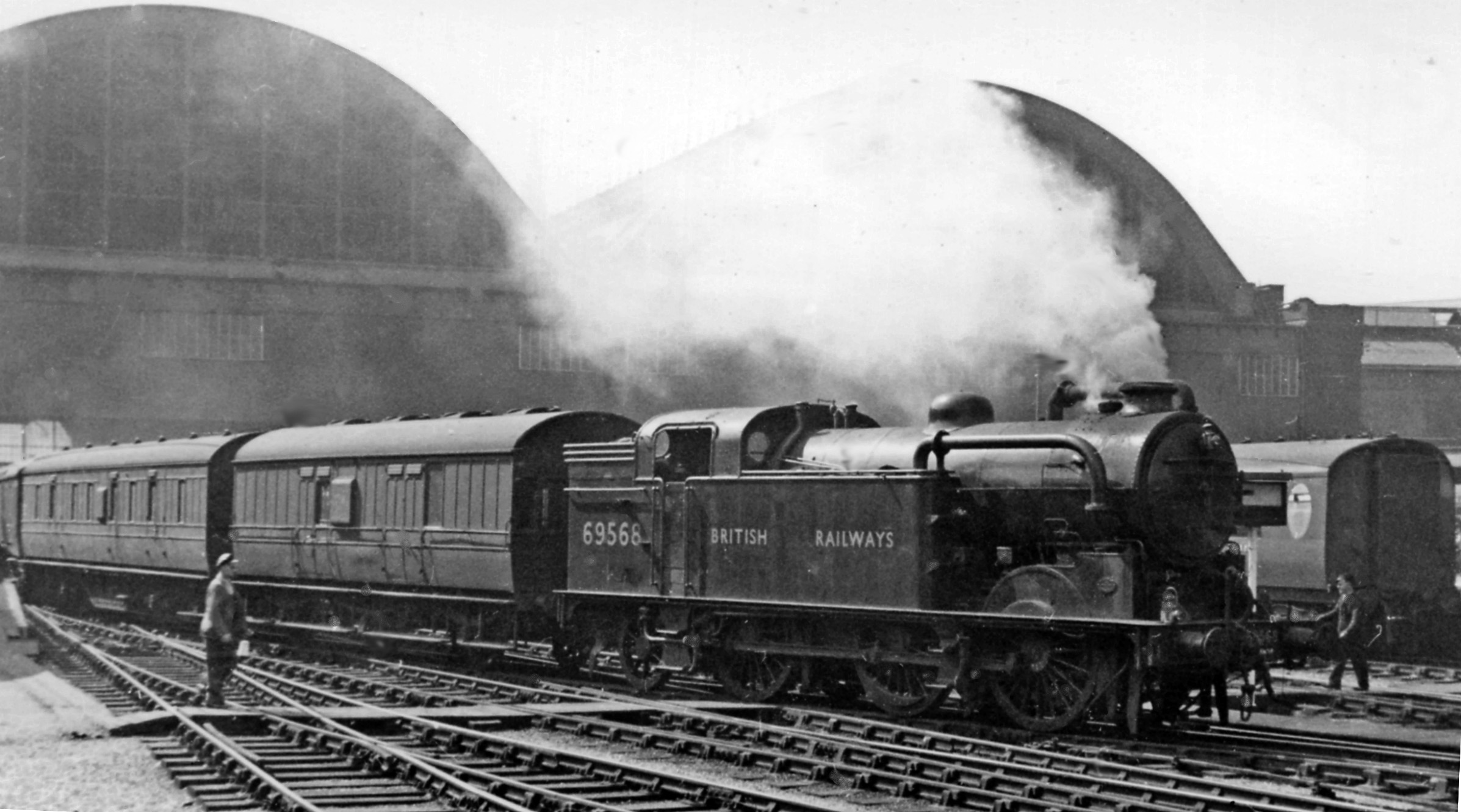
ライアンのモデルとなったグレート・ノーザン鉄道N2形蒸気機関車

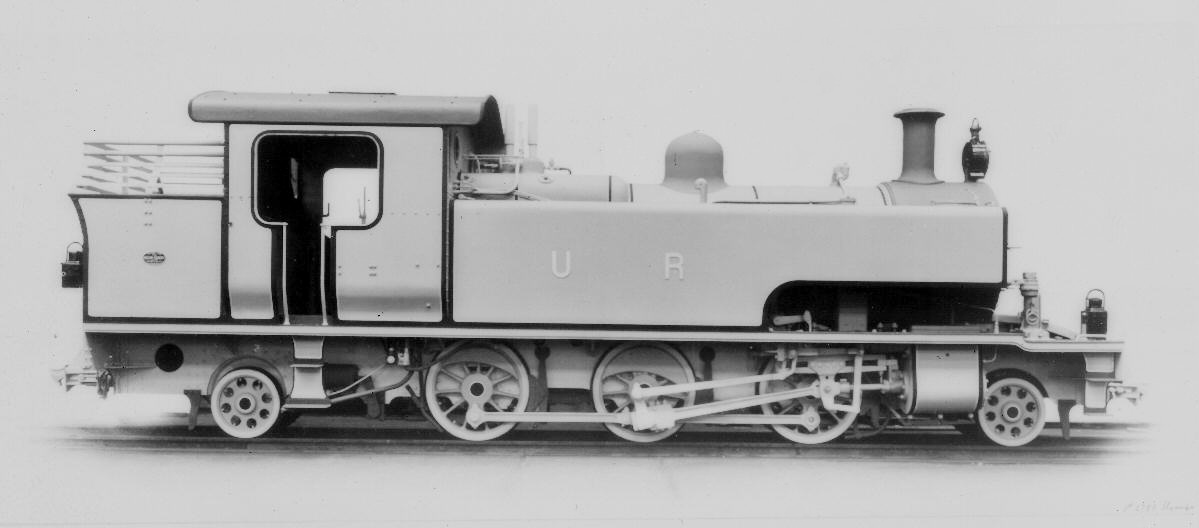
ニアのモデルとなったケニア・ウガンダ鉄道ED1形

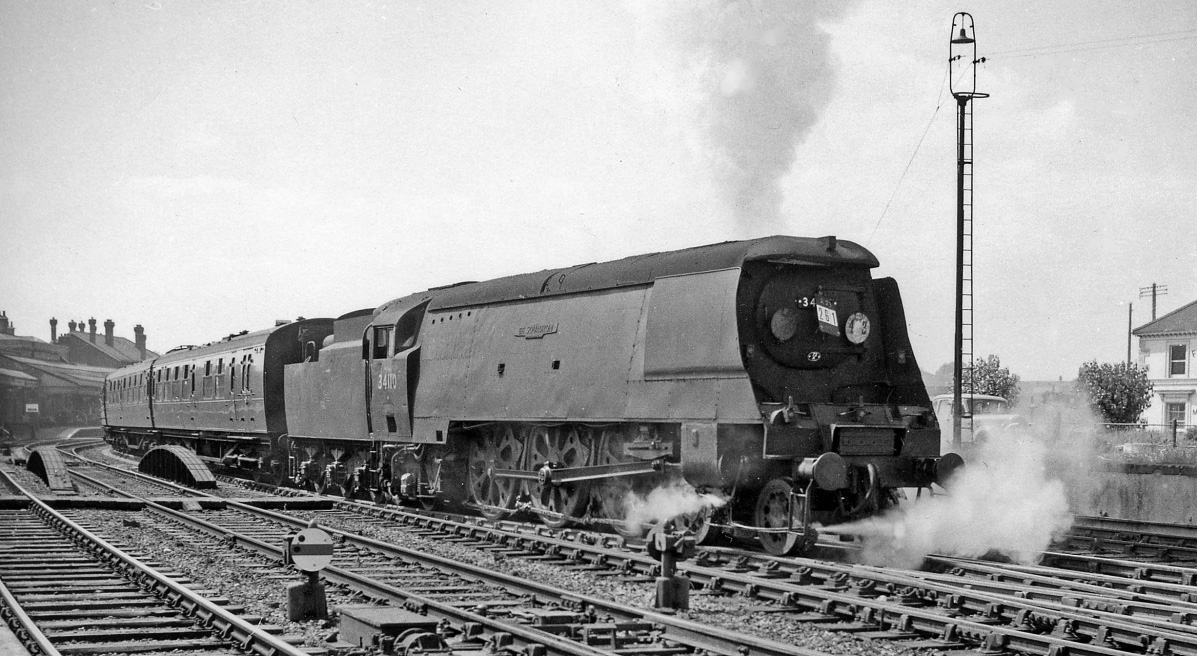
レベッカのモデルとなったサザン鉄道バトル・オブ・ブリテン級蒸気機関車

ハーヴィー（Harvey）
英国・米国吹き替え - キース・ウィッカム
日本吹き替え - 緑川光（第6-8シーズン）→桜井敏治（第9シーズン-）
ユニークな姿の小型クレーン付きタンク機関車。車体色は臙脂色。動輪は2軸。モデルはダブス社製のクレーン付きタンク機「ダブシー(Dubsy)」。車体番号は「27」。一人称は「僕」。
初登場時はその独特な姿のため皆に差別されてしまい、トーマスとしか仲良くなれなかった。しかし脱線したパーシーを救助してから皆に認められ、晴れてソドー鉄道の一員として迎えられる。
後にトーマスを救助した際に、落ち込んでいる彼を見て「君は役に立つ機関車であり、陽気で楽しい友達さ」と言って励ましたことがある。
主な仕事は、線路上の小さな砂利や枝を整理したり、脱線した小型機関車などを救助すること。基本的には優しい性格だが、ミリーをからかうサムソンにつられて笑ってしまったこともある。
第8シーズンまでは青年のような口調だったが、第9シーズン以降からは間を延ばしたのんびりとした口調となった。原語版では第18シーズン以降スコットランド訛りで話す。

エミリー (Emily)
英国吹き替え - テレサ・ギャラガー（長編第4作-第24シーズン）→レイチェル・ミラー（長編第17作）→マリー・エキンス（第25シーズン-）
米国吹き替え - ジュール・デ・ヨング（長編第4作-第24シーズン）→レイチェル・ミラー（長編第17作）→ケイラ・ロレット（第25シーズン-）
日本吹き替え - 塩山由佳（第7-8シーズン）→山崎依里奈（長編第2-17作）→竹内恵美子（第25シーズン-）
第7シーズンからレギュラー入りした女の子の中型テンダー機関車で、車体色はエメラルドグリーン。一人称は「私」(稀に「あたし」)。モデル機は、大きな動輪を一軸だけ持つシングルドライバー と呼ばれる古い年代の機関車 で、後にLNERに合併したグレート・ノーザン鉄道（GNR）が1870年代から製造した「スターリング 4-2-2」と呼ばれる初代フライング・スコッツマン牽引機。初期の頃よく牽引していた おそろいのエメラルドグリーンの車体色の専用3軸客車たちも、この最初期のフライングスコッツマンの客車たちがモデルである。
正義感が強く、オリバーも世界一勇敢と認めるほど。初めて来た時にはうっかりミスでトーマスを怒らせてしまったが、大きな事故になりそうな場面で身を挺して防いだ事から無事仲直りできた。第8シーズンまではナップフォードの機関庫にいたが、長編第2作でティッドマス機関庫が7扉に改築されてからはそこで皆と一緒に眠っている。
登場初期は丁寧で優しい性格だったが、ソドー島に慣れてきたのか、第8シーズン以降は時折意地悪になる事があり、他人に対して失礼なことを言うことが増えた。その反面、幽霊や怪物の話を怖がる臆病な面や、お花やアシカなどかわいい動物が好きな乙女チックな一面もある。サッカーチーム「ソドー・ユナイテッド」のファン。
第8シーズンで緩衝器（バッファー）の色が茶色から銀色に変わる。CG化されてすぐのエピソードでは顔の大きさが話によってまちまちになっている。原語版では弱めのスコットランド訛りで話す。
第24シーズンから車体番号「12」を設けられた。

アーサー（Arthur）
日本吹き替え - 高戸靖広（第7-8シーズン）→三木眞一郎（第11シーズン-）
新品の大型タンク機関車で、「完璧な記録（悪ふざけや羽目を外したことが無い）」の所持者。車体色は紅色。動輪は3軸。側面には、「L・M・S」（London Midland and Scottish Railway）と書かれている。モデルは同社の「2形2-6-2T」。
貨車の入れ替えやコンテナの運搬が主な任務。真面目で礼儀正しい性格だが、お人好しで騙されやすい。初仕事では、果物列車を市場まで押している途中、貨車の歌を止めようとしたが、貨車が「ゴードンの丘」の頂上からどんどんスピードを上げたため、彼は麓の踏切で停車していたダックに追突してしまった（実はトーマスがふざけてアーサーに貨車が歌うのを止めるよう仕向けたためだった）。その後トーマスが自分の悪ふざけを正直に告白し、ハット卿が彼が故意に事故を起こしたわけではないと理解したため結局彼の記録はそのまま継続することになり、結果的にトーマスとの間に友情が芽生えることになった。
ソドー島で好きな場所は漁村。漁村からブレンダムの港までの線路はデコボコらしく、一度に5台の貨車しか運べない。
第11シーズンで再登場する も、第13シーズン以降は全く登場していない。

マードック（Murdoch）
日本吹き替え - 塩屋浩三（第7シーズン）→福沢良一（第12シーズン-）
超大型のテンダー機関車。車体色はオレンジ。動輪は5軸（車軸配置2-10-0）。1954年から60年にかけてイギリス国鉄が最後に建造した蒸気機関車「9F形」 がモデル。
本線において長大編成の列車（主に貨物）を牽引するのが主な任務。物静かな性格で、大騒ぎやうるさく話しかけられることが大嫌い。五月祭では飾り付けをしたが、本人は内心恥ずかしがっていた。また、自分の貨車にパーシーが運んでいた絨毯が乗っかっていたことを知らずに走っていったこともある。
その後、第11シーズンで復活した が、第13シーズン以降は登場していない。

モリー（Molly）
日本吹き替え - 根本圭子
第9シーズンで初登場。貨物牽引用にハット卿が連れてきた女の子の大型テンダー機関車。車体色は明るい黄色。エミリーのような大きい車輪を二つ持っている。モデルはグレート・イースタン鉄道の「クロード・ハミルトン(英語)4-4-0」テンダー機関車。
とても繊細な気持ちを持っているようで、エミリー達にからかわれた時には逃げ出して待避線に隠れてしまった。給炭所まで空っぽの貨車を運ぶのが仕事だが、本人はもっと特別な荷物を運びたいと思っていた。第12シーズン以降は登場していない。

ロージー（Rosie）
英国吹き替え - テレサ・ギャラガー（第13-16シーズン）→ニコラ・ステープルトン（長編第13作-）
米国吹き替え - ジュール・デ・ヨング（第13-16シーズン）→ニコラ・ステープルトン（長編第13作-）
日本吹き替え - 望月久代
第10シーズンから登場する女の子の小型タンク機関車。モデルは第二次世界大戦中にアメリカ陸軍で使用され、戦後イギリスに保管された物をサザン鉄道が編入した「サザン鉄道USA級」0-6-0産業用タンク機関車。車体色はピンクライラック→ガーネットレッド。車体番号は「37」。頬にそばかすがある。一人称は「あたし」。
トーマスの事が好き で、何でもトーマスの真似をしたがり、トーマス本人はそれを嫌がっていたが、トーマスを追いかけて線路の土砂崩れに巻き込まれピンチになったトーマスを助けたことをきっかけに徐々に意気投合し友好的になっている。
第17シーズンから第19シーズンはカメオ出演が主になっている。第17シーズンからヘッドランプを装着する。
第21シーズン以降は新たに紅色のペンキで塗り替えられ、新しい機関庫と仕事を与えられた。ブレーキの調子が悪いにもかかわらず、修理していなかったジェームスを叱咤するなど、しっかり者に成長した。
ウィフ（Whiff）
英国吹き替え - キース・ウィッカム（長編第5作-第22シーズン）→マット・コールズ（第26シーズン-）
米国吹き替え - ウィリアム・ホープ（長編第5作-第22シーズン）→ジョー・ピングー（第26シーズン-）
日本吹き替え - 河杉貴志（第11-22シーズン）→細谷カズヨシ（第26シーズン-）、ディーン・フジオカ（長編第19作）
第11シーズンから登場する、メガネをかけている小型タンク機関車。連結棒が無いのが特徴。車体番号は「66」。名前の「Whiff」は蒸気を噴き出す「シュッ」という音の意。車体色は深緑。イギリス国立鉄道博物館に現存するノース・イースタン鉄道のNo.66「エアロライト」2-2-4Tがモデル。一人称は「僕」。
ゴミを集めて集積場に運ぶのが主な仕事。そのため、車体は常に汚れていてくさい臭いがするらしいが、本人は気にしていない。優しくおおらかな性格の持ち主で、一緒に仕事するのが嫌になって逃げていたエミリーに対して怒らなかったことがある。スペンサーの前にある貨車を共に押してどかしたことでエミリーとは友達になった。
第12シーズンでは石炭を使い果たして立ち往生したトビーを救助しに行った。
長編第5作ではミスティアイランドとソドー島を結ぶトンネルについて知っていることが判明し、パーシーと共にトーマスを助けに行く。
第14シーズン以降はスクラフと共にゴミの集積場で働いている。第19シーズンでは、ディーゼルを怖がらせる作戦として、トーマスを全身ゴミだらけにした。初登場時は甲高い声だったが、CGアニメになってからは低めの声になった。第26シーズンで再登場する。
スタンリー（Stanley）
英国吹き替え - マット・ウィルキンソン（第15-22シーズン）→ロブ・ラックストロー（第23シーズン-）
米国吹き替え - ベン・スモール（第15-18シーズン）→デヴィッド・メンキン（第19シーズン）→ロブ・ラックストロー（第20シーズン-）
日本吹き替え - 土田大
長編第3作「トーマスをすくえ!! ミステリーマウンテン」から登場する小型タンク機関車。モデルはキットソン社のNo.5459「オースティンⅠ」。ボディは白く煙突や緩衝器が銀色なのが特徴。蒸気機関車の顔は基本的に丸だが、彼の場合は丸四角。一人称は「僕」。
トーマスが見つけたグレート・ウォータートンの町を復旧する作業の手伝いの為にソドー島にやってきた。トーマスは彼が他の機関車に慕われ、自分の代わりに復旧作業のリーダーになった事に嫉妬したが、お互いに助け合ったことで和解し友達になった。
チャーリー（Charlie）
英国吹き替え - マット・ウィルキンソン（第13-18シーズン）→スティーブ・キンマン（長編第12作-）
米国吹き替え - グレン・ウレッジ（第13-15シーズン）→ベン・スモール（第16-18シーズン）→スティーブ・キンマン（長編第12作-）
日本吹き替え - 金谷ヒデユキ
第13シーズンから登場する紫色の小型タンク機関車。モデルはマニング・ワードル製の「L形」0-6-0ST。ビリーと同型で、車体色は紫。煙突にランプが付いている。車体番号は「14」。一人称は「僕」。
ソドー島に来る前から楽しい性格の持ち主として噂されていたが、初仕事では遊びすぎて混乱を招いた為トーマスにたしなめられた。楽しいことをするのが大好きで、遊びより仕事を優先する機関車には「つまらない奴」と嫌味を言うことがある。原語版ではエドワードのことを「エディ（Eddie）」と呼ぶ。
言葉遊び等を用いた冗談を言うのが好き。しかし一度、ソドー動物園から逃げたゾウを見かけ、それをほかの仲間に伝えようとするも、いつもの冗談だと思われ信じてもらえなかったことがある。最終的にハロルドに助けてもらい、この一件を経て冗談をやめようと考えたが、決意は長く続かずいつものようにソルティーを笑わせた。
スクラフ（Scruff）
英国吹き替え - マット・ウィルキンソン（第14-19シーズン）→ケリー・シェイル（長編第12作-）
米国吹き替え - ケリー・シェイル
日本吹き替え - 西山宏太朗
第14シーズンから登場する小型タンク機関車。車体色は黄緑。モデルはセンチネル・ワゴン・ワークス製100馬力「BE形」チェーン式0-4-0VBT産業用蒸気機関車。
ウィフと共にゴミを運ぶのが仕事。Scruffとは「薄汚くだらしがない」という意味で、機関車の中では珍しく綺麗でいるのが嫌いだが、一度ペンキを塗り替えてもらった時は汚れる仕事を嫌がった事がある。

ベル（Belle）
英国・米国吹き替え - テレサ・ギャラガー
日本吹き替え - 根本圭子
第15シーズン・長編第6作から登場する女の子の大型消防タンク機関車。モデルはイギリス国鉄4形2-6-4T。車体色は群青。車体番号は「6120」。
タンク上部に放水銃が二丁装備されており、火災が発生した際に消火活動を行うことが可能な機関車。ハット卿からソドー島の消防機関車に任命され、普段はソドーレスキューセンターに配備されている。放水する水は自らのタンク内のものである為、消火活動を終えた後はタンクの水がなくなると動けなくなることもある。
鐘を持っていることからトビーには親近感を抱いている。しかし消防機関車であるためその音は非常に大きい。
スティーブン（Stephen）
英国・米国吹き替え - ボブ・ゴルディング
日本吹き替え - 中田敦彦（長編第8作）→金光宣明（長編第8作-）
長編第8作「キング・オブ・ザ・レイルウェイ トーマスと失われた王冠」から登場。モデルは後の時代の蒸気機関車の始祖であり、世界最古にして最初に発明された「ロケット号」で、ネームプレートにもROCKETと書かれている。車体色は黄色と黒。名前の由来はロケット号の設計者スティーブンソン親子から。一人称は「私」。
ウルフステッド城のオープンに際して、ノランビー伯爵が目玉企画として呼び寄せ、ソドー整備工場でオーバーホールを受けた。
アグレッシブでユーモアに富んだ性格だが、その年式と古さゆえに他の機関車達と比べると速度が非常に遅く非力。
鉄道の黎明期から長く生きているため、鉄道の歴史の生き証人的な一面を持つ。長編第8作や第21シーズンでは自らが参加し勝利したレインヒル・トライアルの話を自慢している。第20シーズンでは、自身がこの目で見てきたこととして、かつて馬が貨車や客車を引いていたが蒸気機関車が登場したこと、暫くは蒸気機関車が主役だったが、時代が下るとディーゼル機関車が活躍し始めたことを語り、今後はヒューゴのような未来的な車両が活躍していくだろうと予測していた。
馬の蹄鉄を幸運のお守りとして持っている。
なお、ロケット号（正確にはそのレプリカ）は原作でも日本未翻訳の第35巻『Thomas and the Great Railway Show』に登場するが、スティーブンとは設定などが全く異なる別車である。
ポーター（Porter）
英国吹き替え - スティーブ・キンマン
米国吹き替え - デヴィッド・メンキン
日本吹き替え - 金丸淳一
第17シーズンから登場する、小型のタンク機関車。モデルはH.K.ポーター社製0-6-0ST、アメリカのB.E.D.T(ブルックリン東部地区ターミナル)鉄道15号機。名前は製造メーカーから。車体色は灰緑。ドームを3つ装備しており、真中が蒸気ドーム、両端が砂撒き用のドームとなっている。一人称は「僕」。
ソルティーと共にブレンダムの港で働いている。からかわれても気にしない、おおらかでタフな性格。
ティモシー（Timothy）
英国・米国吹き替え - ティム・ウィットノール
日本吹き替え - タカ（長編第9作）→岩端卓也（長編第9作-）
長編第9作『勇者とソドー島の怪物』から登場する、ソドー陶土会社(SCC)所属の小型のタンク機関車。モデル機はアメリカ・ニューヨークのベル・ロコモティブ・ワークス製のオープンキャブ油炊きタンク機関車。車体色は藍青色。
重油燃焼式で、石炭ではなくオイルを燃料とする。他の機関車と異なる性能を持っていることに誇りに思っている。生真面目な性格でお人よしのため騙されやすく、ビルとベンにからかわれることも多い。
マリオン（Marion）
英国・米国吹き替え - オリヴィア・コールマン（長編第9作-第22シーズン）→ルーシー・モンゴメリー（第24シーズン-）
日本吹き替え - 森千晃
長編第9作『勇者とソドー島の怪物』から登場。アームとバケットを持つ女の子の蒸気ショベル機関車 。車体色は濃いオレンジ。モデル機はアメリカのマリオン社製のスチームショベルで、名前もメーカー名から。外見はネッドに似ている。
掘削作業が大好き。おしゃべりで陽気な性格だがしっかりしており、ビルとベンの母親もしくはお姉さん的な存在。これまでマンモスの化石や、海賊の宝など様々なものを掘り当てたことがあるらしく、話の種としてよく語っている。
思い込みが激しく、長編第11作では機関車のオリバーが重機のオリバーに魔法で変身したと誤解し、第20シーズン「コーヒーポットきかんしゃグリン」では木々の間にいるグリンを、喋るクリスマスツリーを発見したと思い込んでいた。
グリン（Glynn）
英国・米国吹き替え - キース・ウィッカム
日本吹き替え - 金光宣明（長編第10作）→秋吉徹（第20シーズン-）
長編第10作『トーマスのはじめて物語』から登場。縦型ボイラーの小型タンク機関車で、車体色は赤。車体番号は「1」。ヘッド・ライトソン製の「コーヒー・ポット」No.1がモデル。ボイラーの形状がポットに似ているため、「コーヒーポット」の愛称で呼ばれている。一人称は「私」。
トーマスの来島以前まではノース・ウェスタン鉄道の1号機として支線で働いていたが、いつしかファークァー駅の側線の茂みで放置されることとなりトーマスに支線を託した。第20シーズンでマリオンとトーマスによって発見・修復され、伯爵の専用機関車として領地鉄道で働くようになる。
原作設定上でも、技師だった頃のトップハム・ハット卿が設計したとされる「コーヒー・ポット」がかつて4台存在しており、グリンはその設定に基づいている。なお、原作設定でのコーヒー・ポット達は、島の三大私鉄が結合した後に全てスクラップにされている。

ライアン（Ryan）
英国・米国吹き替え - エディ・レッドメイン（長編第11作）→スティーブ・キンマン（第20シーズン-）
日本吹き替え - DAIGO（長編第11作）→徳石勝大（長編第11作-）
長編第11作『探せ!!謎の海賊船と失われた宝物』から登場する紫色の小型タンク機関車。側面に「GNR(Great Northern Railway)」と書かれている。モデルはグレート・ノーザン鉄道N2形。車体色は紫。車体番号は「1014」。一人称は「僕」。
親切な性格で愛想が良く、誠実でありながらユーモアのセンスも備えている。英雄に憧れているが、実際は危険に直面するとパニックに陥る傾向があるように勇敢ではない。
トーマスがハーウィック線の建設を手伝う間、彼の代理としてトーマスの支線で働いた。ハーウィック線開通後は旅客担当のデイジーと共に貨物列車として働いている。

ニア（Nia）
英国吹き替え - イヴォンヌ・グランディ（長編第14作-第24シーズン）→シャーデー・スミス（第25シーズン-）
米国吹き替え - イヴォンヌ・グランディ（長編第14作-第24シーズン）→タリア・エヴァンス（第25シーズン-）
日本吹き替え - 青山吉能（長編第14-17作）→古賀英里奈（第25シーズン-）
長編第14作『Go!Go!地球まるごとアドベンチャー』から登場したケニア出身のタンク機関車。車体色はナイロビオレンジ。車体番号は「18」。モデルはケニア・ウガンダ鉄道ED1形。TVシリーズ史上初のアフリカ出身の機関車。一人称は「私」。
公平で親切、楽観的で冒険好きな楽しい性格。機転も利き賢い。創造力に長けており、自分の考えを話すことも好き。「Nia」という名前はスワヒリ語で「目的」を意味する。
故郷では自分の機関庫を持っていなかった。アフリカで旅をしていたトーマスと出逢い、世界一周の冒険に同行した後、ソドー島に辿り着き、そのままノース・ウェスタン鉄道の一員となる。第22シーズンからは、エドワードがウェルズワース機関庫へ移行したことで空いたティッドマス機関庫に入庫し、トーマスたちと一緒に眠っている。
ソドー島に来島後、実は数字が読めないことが発覚。後にアニーとクララベルの助けもあって克服した。

レベッカ（Rebecca）
英国・米国吹き替え - レイチェル・ミラー
日本吹き替え - 内山茉莉
第22シーズンから登場。ハット卿に呼ばれて、ゴードンの急行列車運行を手伝うためメインランドからやってきた大型テンダー機関車。車体色はサンシャインイエロー。車体番号は「22」。モデルはサザン鉄道バトル・オブ・ブリテン級蒸気機関車。一人称は「私」。
礼儀正しくいつもにこやかで、日本語版では丁寧口調な敬語を使っている。まだ若く、自分の能力を過小評価する傾向があるが、自身の為に立ち向かうことを恐れない勇敢さも併せ持つ。
ニアと同様、第22シーズンからは、ヘンリーがヴィカーズタウン機関庫へ移行した為、空いたティッドマス機関庫に入庫し、トーマスたちと一緒に眠っている。
他者に対して自重気味で控え目な態度を取りがちだか、謙虚で友好的な性格で、他者の良いところを見つけたり、自分のペースに巻き込むことが得意。ただ未熟な面もあり、ディーゼルに騙されて他のディーゼル機関車達の仕事を混乱させてしまったことがある。

### メインランド

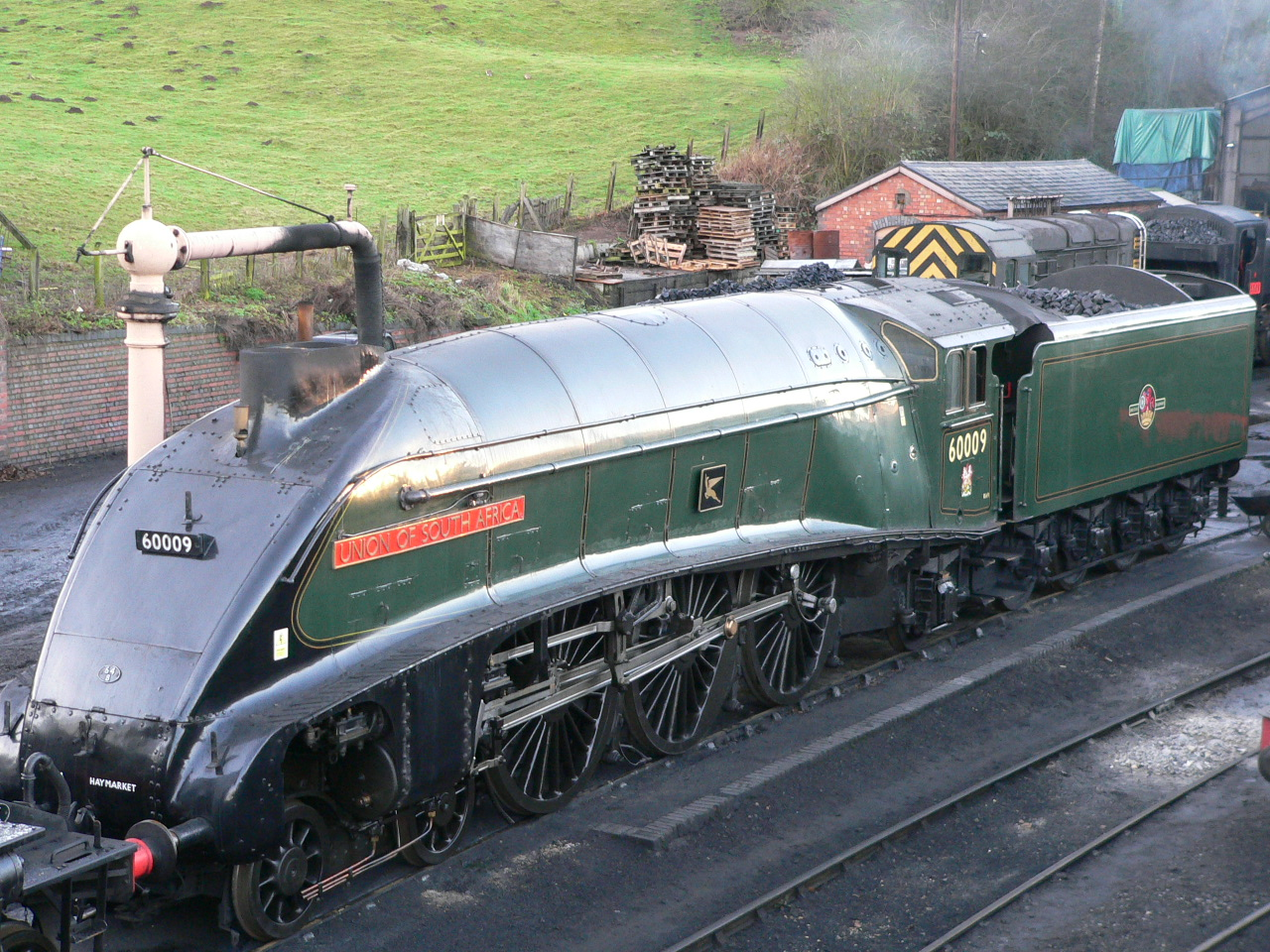
スペンサーのモデルとなったLNER A4形

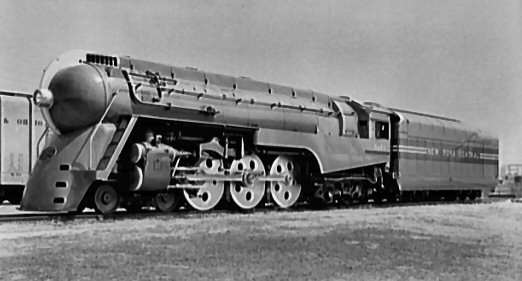
コナーのモデルとなったNYC J3形

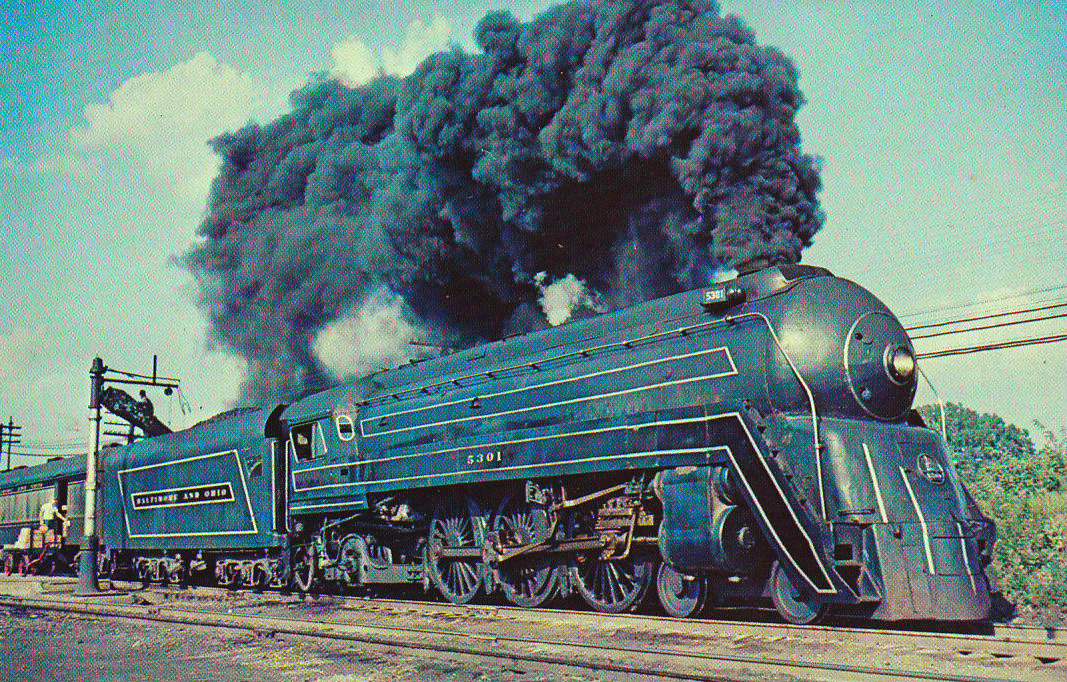
ケイトリンのモデルとなったB&O P7形

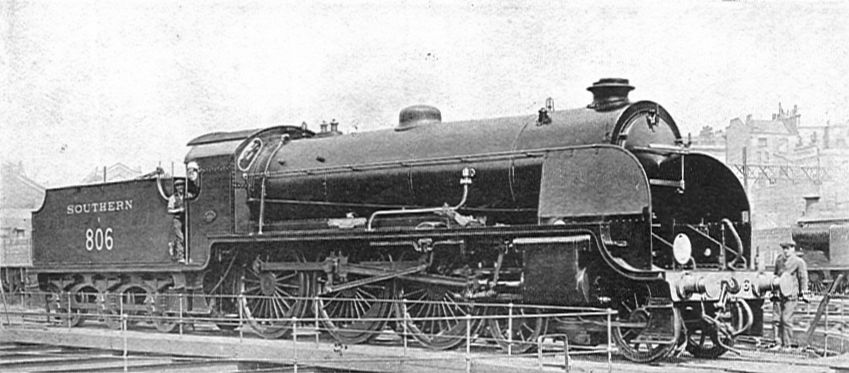
マーリンのモデルとなったLSWR N15形

スペンサー（Spencer）
英国吹き替え - マット・ウィルキンソン
米国吹き替え - グレン・ウレッジ
日本吹き替え - 川津泰彦（第7-8シーズン）→宗矢樹頼（第10シーズン-）
流線形の車体が美しいボックスフォード公爵夫妻用の流線型テンダー機関車。車体色は灰色→銀色。動輪は3軸。モデル機関車はロンドン・アンド・ノース・イースタン鉄道（LNER）のA4形。同型機には、蒸気機関車の速度の世界記録を持つことで有名なマラード号がある。一人称は「僕」。
非常に意地悪でナルシストで威張りん坊な性格であり、トーマス達からは嫌われている。特にゴードンとは出会う度にスピードで張り合い競争が始まる。だが時には優しいところもある。
初登場時はゴードンよりもスピードを出せることを見せ付けソドー島の機関車たちの度肝を抜いたが、給水を怠った為「ゴードンの丘」でストップしてしまい、ゴードンに駅まで牽引してもらった。2度目の登場時は公爵夫妻の荷物運びの任を受けたエドワードと競争し、圧倒的な大差に安心して途中で寝てしまった為に結局負けてしまった。
第11シーズンでは公爵家の紋章を付けているが、公爵夫妻の帰国当日に彼の準備ができていなかった為、公爵は急遽スペンサーから紋章を取り上げ、代わりに列車を引っ張ったトーマスに取り付けた。
長編第4作『伝説の英雄』ではトーマス達を敵視し、ヒロを執拗に追い回した挙げ句、修理を台無しにしてしまった。身勝手な行動を侯爵夫妻から叱られ、トーマスを逆恨みし、ヒロのことをハット卿に伝えようとするトーマスを追いかけた。その途中、自身の重さが仇となり、古い橋が崩れて湿地の泥沼に落ちてしまった。トーマスが助けを呼びに行ったあとも、勝手な行動をした懲罰として何日か放置された。
第19シーズンからは、前照灯を装備。
第21シーズンでは、ゴードンを見返そうとナップフォード駅の1番線を勝手に使用したことが原因で、ゴードンがスペンサー用の来賓用客車、スペンサーがゴードン用の急行列車を引いてしまい、鉄道を混乱させてしまった。

コナー（Connor）
英国・米国吹き替え - ジョナサン・フォーブス
日本吹き替え - 河本邦弘
長編第8作『キング・オブ・ザ・レイルウェイ トーマスと失われた王冠』から登場。大型流線型テンダー機関車。20世紀特急で知られる、アメリカのニューヨーク・セントラル鉄道「J3形・ハドソン」がモデル。車体色は水色と薄水色。
仲間や乗客思いの優しい性格で、ケイトリン同様大の競争好きだが彼女よりも我慢強く真面目。汚れる仕事は苦手。本土からウルフステッド城へ観光客を乗せて急行で行き来するのが主な仕事。
ビルとベンに騙されて競争し、ヘンリーと衝突事故を起こしそうになったことがある。原語版ではアイルランド系アメリカ人訛りで話す。

ケイトリン（Caitlin）
英国・米国吹き替え - レベッカ・オマラ（長編第8作-第19シーズン、長編第12作）→ジュール・デ・ヨング（第20シーズン-）
日本吹き替え - 吉岡さくら
長編第8作『キング・オブ・ザ・レイルウェイ トーマスと失われた王冠』から登場。女の子の大型流線型テンダー機関車。ボルチモア・アンド・オハイオ鉄道P-7形「プレジデント」がモデル。車体色は赤紫。
非常に元気な性格なため、じっとしているのが嫌いで落ち着きがない。大の競争好きで、よくコナーと競争している。仕事の内容はコナーと同じ。夜中に大騒ぎをした事でソドー島の住人達に迷惑をかけてしまったことがある。原語版ではアイルランド系アメリカ人訛りで話す。
サムソン（Samson）
英国・米国吹き替え - ロバート・ウィルフォート
日本吹き替え - 田尻浩章
第18シーズンから登場。力持ちの小型タンク機関車。車体色は深緑。車体番号は「15」。アンドリュー・バークレー社製214号、クリーター・アンド・ワーキントン・ジャンクション鉄道の「エナーデール」がモデル。
自分がソドー島で一番強いタンク機関車と思い込んでおり、性格は生真面目ながら頑固でプライドが高く、融通が効かなかったり傲慢なところもある。
ノランビー伯爵の手伝いとして初来島した際は、ソドー島での経験がないことがばれるのを避けるために誰からもアドバイスや道を尋ねようとせず迷子になり、その後日には前述の失敗を引きずり過ぎてムキになった結果、鉱石運搬用の貨車と間違えてゴードンの急行用客車を牽引してしまい、混乱と遅れを招いた。
更にハーヴィーと共にスクラップ回収をした時、郵便配達屋の自転車や、バーティー用のバス停の標識、トップハム・ハット卿の車も不用品だと思い込み、勝手に貨車に積んでしまったこともある。

マーリン（Merlin）
英国・米国吹き替え - ヒュー・ボネヴィル
日本吹き替え - 三宅健太
長編第13作『とびだせ!友情の大冒険』から登場。実験で付けられた三本の煙突 が特徴的な急行旅客用大型テンダー機関車。車体色は銀色。車体番号は「783」。サザン鉄道のキング・アーサー級「サー・ギルミア」がモデル。
純粋かつ自信に溢れた性格で、目を瞑れば自分の姿が見えなくなるスーパーヒーローのような能力があると信じ込んでいる。楽しくてユーモアがあるが、判断力と自分の限界を見誤って空回りすることがある。

### ミスティアイランド
バッシュ（Bash）
英国吹き替え - マット・ウィルキンソン
米国吹き替え - ケリー・シェイル
日本吹き替え - 若林正恭（長編第5作）→佐々木啓夫（第14シーズン-）
ダッシュ（Dash）
英国吹き替え - キース・ウィッカム
米国吹き替え - ウィリアム・ホープ
日本吹き替え - 春日俊彰（長編第5作）→酒巻光宏（第14シーズン-）
長編第5作『ミスティアイランドレスキュー大作戦!!』から登場。モデル機はアメリカのドルビア式ギアードロコでベアハーバー製材所の1号機「ジプシー」。トーマスがミスティアイランドで出会った双子の小型タンク機関車。一人称は両方とも「おいら」。元々メインランドで働いていたが、真面目に仕事をせずふざけてばかりいた為ミスティアイランドに送られたらしい。バッシュはボディが灰色で機関室はオレンジで、ダッシュはボディがオレンジで機関室は灰色になっている。また、バッシュは眉毛が若干太めで、ダッシュは頬に雀斑があるのが特徴。緩衝器が無く、バンパーの両脇に車輪がきているタンク機関車で車輪は2軸ある。蒸気機関車だが石炭ではなく薪とオイルを燃料としている。クリスマスを知らないなどキリスト教に関する知識などを持ち合わせていない様子。第16シーズンを最後に登場しなくなった。
ファーディナンド（Ferdinand）
英国吹き替え - ベン・スモール
米国吹き替え - グレン・ウレッジ
日本吹き替え - 坂口候一
長編第5作『ミスティアイランドレスキュー大作戦!!』から登場。トーマスがミスティアイランドで出会った大型テンダー機関車で車体色は青緑、煙突にランプが付いている。モデル機はアメリカのクライマックス式「C形」。一人称は「俺」。「その通り!」が口癖。遊びが大好きで、トーマスと出会うまではふざけてばかりいて真面目に仕事をしていなかった。蒸気機関車だが石炭ではなく薪とオイルを燃料としている。第18シーズンを最後に登場しなくなった。

### 他国
ヒロ (Hiro)
英国吹き替え - 伊川東吾（長編第4作-第24シーズン）→田淵大（長編第18作-）
米国吹き替え - 伊川東吾（長編第4作-第24シーズン）→キンタロー・アキヤマ（長編第18作-）
日本吹き替え - 玄田哲章（長編第4-17作）→酒井敬幸（長編第18作-）
長編第4作「伝説の英雄」から登場。モデルは日本国鉄D51形 。車体番号は「51」。日本語版での一人称は「私」。
日本からソドー島にやってきた大型テンダー機関車。ソドー島に最初にやってきた機関車の1台 であり、「鉄道の英雄」の異名を持っていた。
礼儀正しくて紳士的で、どんなことがあっても仕事を最優先する勤勉な性格。
遥か昔に故障してしまい、部品が調達できなかった故に長年森の中で放置されていたところをトーマスに偶然発見され友達になる。スクラップにされることを恐れていたヒロの意思を汲んで、トーマスたちは彼の存在をハット卿に伝えず、少しずつ彼を修理する計画を立て、密かに予備の部品を運んでいた。スペンサーの妨害を受けて計画は破綻してしまったものの、結局のところハット卿は「鉄道の英雄」の発見を大いに喜び、最終的にソドー整備工場で新品同様に完全に修理された。最後に湿地に嵌まったスペンサーをそのパワーで助けて和解し、故郷日本へと帰っていった。
第13シーズンでソドー島に再び来島。ソドー鉄道で正式に雇われ、「鉄道の達人」 としてその経験を活かし機関車達の大先輩として活躍。第17シーズンではヘンリーやディーゼルを指導している。
何かと酷い目に遭いやすい が、そのパワーと経験から、他の機関車が諦めかけたこと をやり遂げる活躍を見せる。
長編第8作（ヴィカーズタウン橋登場）以降は、ソドー島とメインランドを頻繁に往復することが多くなった。
日本語版では、トーマス達はヒロに対して敬語で話していたが、慣れてきたのか第17シーズン以降は普通の口調で話している。
原語版の声は日本人俳優が演じている。名前は、英語の「hero」と日本人の男性名「ヒロ」をかけている。
長編第7作日本語版の冒頭で案内役として登場したタカボウシ・ヒデキ卿（演：高橋英樹）は日本にいた頃の所有者という設定。
第24シーズンでトーマスと再会を果たし、ケンジと共に日本へと帰国した。
アシマ（Ashima）
英国吹き替え - ティナ・デサイ（長編第12作-第24シーズン）→サンディープ・ガーチャ（第26シーズン-）
米国吹き替え - ティナ・デサイ（長編第12作-第24シーズン）→ディヤ・キットゥール（第26シーズン-）
日本吹き替え - 渡辺直美（長編第12作）→石井未紗（長編第12-17作）→奥友沙絢（第26シーズン-）
長編第12作『走れ!世界のなかまたち』から登場。手描きの装飾で美しく彩られた、インド出身の女の子の小型タンク機関車。車体色はローズレッド。モデルは ニルギリ山岳鉄道のX形。
人の助けになることに幸せを感じる、優しく元気な性格。登るのも困難なほど急勾配のニルギリ山岳鉄道で働いているため、怖いもの知らず。
レイルウェイショー行きの船から誤ってソドー島に降りてしまい、途方にくれていたところをトーマスと出会う。
トーマス、アイヴァン、ジーナ、ラウルの「貨車押し競争」での対戦相手。フィリップを追い回して転車台の溝に落とそうとしたヴィニーをトーマスと共に電気塔にぶつけて撃退した。
グレート・レイルウェイ・ショーではインド代表として、貨車押し競争に出場した。
TVシリーズでは第22シーズンから登場。第26シーズンで再登場する。
ラジブ（Rajiv）
英国・米国吹き替え - ニキル・パーマー
日本吹き替え - 小田柿悠太
東インドで働く小型タンク機関車。長編第12作と長編第14作で正式初登場前にカメオ出演し、第22シーズンで再登場した。車体色は青。モデルは世界最古の動態保存中の蒸気機関車にしてインド国宝である「フェアリー・クイーン」。
お調子者で、国宝である自分と自身の鉄道を誇りに思っている。煙突の王冠が自慢。普段は東インドのコルカタから北部へ乗客と貨物を運んでいる。
グレート・レイルウェイ・ショーではインド代表で最優秀デザインショーに出場して優勝した。
ヨンバオ（Yong Bao）
英国吹き替え - ダン・リ（長編第14作-第23シーズン）→クリス・ルー・クン・ホイ（第24シーズン）→ロボ・チャン（第25シーズン-）
米国吹き替え - ダン・リ（長編第14作-第23シーズン）→クリス・ルー・クン・ホイ（第24シーズン）→パトリック・クウォクチョオン（第25シーズン-）
日本吹き替え - 佐々木啓夫（長編第14作-第24シーズン）→陣谷遥（第25シーズン-）
中国で働く旅客車用の大型テンダー機関車。長編第12作で正式初登場前にカメオ出演し、長編第14作『きかんしゃトーマス Go!Go!地球まるごとアドベンチャー』で再登場した。車体色は赤。モデルは中国国鉄人民型蒸気機関車。中国語表記では「勇寶」もしくは「勇宝」。
誠実で機転が利き、何百人もの乗客を救ったことがある。ボディは彼の勇敢さの象徴として祝福と幸福を意味する赤にペイントされ、炭水車には虎が描かれている。
グレート・レイルウェイ・ショーでは中国代表で最優秀デザインショーに出場した。
長編第14作ではヒマラヤ山脈へ向かったトーマスとニアを救助した。TVシリーズでは第22シーズンから登場。
シェイン（Shane）
英国・米国吹き替え- シェイン・ジェイコブソン
日本吹き替え- 森田了介
オーストラリアで働く貨客両用で馬力のある大型流線形テンダー機関車。長編第12作で正式初登場前にカメオ出演し、第22シーズンで再登場した。車体色は青緑。車体番号は「520」。モデルは南オーストラリア鉄道520形「サー・マルコム・バークレー・ハーヴェイ」。
いつも楽しむことを忘れない屈託ない性格の持ち主。普段は客車のオーブリーとエイデンを牽引しながら、エンターテイナー宛らの口語で内陸部のツアーガイドを行っている。
グレート・レイルウェイ・ショーではオーストラリア代表で力自慢決定戦に出場した。
ラウル（Raul）
英国・米国吹き替え- ロブ・ラックストロー（長編第12作）→フレデリコ・トルヒーリョ（第23シーズン-）
日本吹き替え- 田尻浩章
長編第12作から登場。ブラジルで働くチェーン駆動式の小型タンク機関車。車体色は黄色。車体番号は「166」。後述のローガンによく似た形状で、モデルは同社センチネル製の166号。
馬力があり、入換用機関車のため動きも機敏。ゲーム好きで遊び心にあふれているが、性格は好戦的で、ゲームを遊ぶにあたって単純な事で苛立つ傾向がある。
グレート・レイルウェイ・ショーではブラジル代表で貨車押し競争に出場した。少なくとも2回は出場経験があり、貨車押し競争の元チャンピオンだった。
TVシリーズでは第23シーズンから登場し、いつか倒す機会を望んでいたライバルであるトーマスに再び勝負を挑んだ。
ジーナ（Gina）
英国・米国吹き替え- テレサ・ギャラガー（長編第12作）→アンナ・フランコリーニ（長編第15作-）
日本吹き替え- 根本圭子（長編第12作）→山口もえ（長編第15作）→織江珠生（長編第15作-）
長編第12作から登場。イタリアで働く上品な小型タンク機関車。車体色は緑。モデルは北ミラノ鉄道200蒸気機関車。
地元イタリアの遺産に誇りを持っており、歴史の発見や考古学的な発掘をすることが好き。
グレート・レイルウェイ・ショーではイタリア代表で貨車押し競争に出場した。
ホンメイ（Hong-Mei）
英国・米国吹き替え - チポ・チャン
日本吹き替え - 中井美琴
第22シーズンから登場する中国で働く青いタンク機関車。車体色は青。車体の側面に「一号」と描かれている。モデルは中国国鉄工建型蒸気機関車。中国語表記では「紅梅」。
気立ては良いが生意気で競争好き。中国を訪れたトーマスに1番の青い機関車であることを証明すべく勝負に挑むが、近道を全速力で走った事で自分の貨車から落ちた石で不本意にトーマスを脱線させてしまったことがある。
タミカ（Tamika）
英国・米国吹き替え - ローズ・ロビンソン
日本吹き替え - 中井美琴
第22シーズンから登場。オーストラリアのキュランダ熱帯雨林で働く、タンク機関車と客車が一体化した珍しい形が特徴の小型蒸気動車。トーマスがオーストラリアへ行った時に出会った。車体番号は「23」。車体色は機関車部分が黄色で、客車部分が緑色。モデルは南オーストラリア鉄道SMC形1号機「コーヒー・ポット」。
雨林に住む動物や自然を尊重している。姉御肌な口調で喋る。
ガブリエラ（Gabriela）
英国・米国吹き替え - モニカ・ロペラ
日本吹き替え - 古賀葵
第23シーズンから登場。ブラジルで働く小型タンク機関車。車体色は青緑。モデルはリオデジャネイロ鉄道「バロネーザII」。
ロレンツォ（Lorenzo)
英国・米国吹き替え - ヴィンチェンツォ・ニコリ
日本吹き替え - 川島明（長編第15作）→田所陽向（長編第15作-）　
長編第15作『チャオ!とんでうたってディスカバリー!!』から登場。フランコ・クロスティ式ボイラーと、車体に描かれた五線譜とト音記号が特徴の、イタリアのヴェローナで働くテンダー機関車。車体色は濃紺。モデルはイタリア国鉄623形蒸気機関車。
かつては速くて衝動的な機関車だったが、宝物や工芸品を捜索したくて堪らない好奇心旺盛な性格の為に誤って鉱山に閉じ込められてしまい、失われた機関車として知られていた。発掘で救われた事でトーマスに恩義がある。
自分の小型客車ベッペと共にオペラを歌う事が趣味で、注目の的になる事と自分のテノールの歌声を披露する事が好き。

## サブキャラクター

### ノース・ウェスタン鉄道
ファーガス（Fergus）
日本吹き替え - 置鮎龍太郎
トラクションエンジン（蒸気動力の作業車）がベースの珍しい形の小型タンク機関車、このため作業用に動力を取り出すフライホイールが付いている。モデルはエーブリング&ポーター社製のTJ形2-2-0WT「ブルー・サークル」。車体色は藍色。ビルとベンが「あのオッサンを困らせてやろうぜ」と言っていたことから年を召しているらしい。規則に厳しく、少々口うるさいが仕事熱心な機関車。嵐の際の停電のとき、灯台の明かりを再び照らすために前述のフライホイールで発電機を回して灯台を照らした。一度スクラップにされるのではないかという誤解から仕事を放り出して逃げたことがあり、それを元に「にげたきかんしゃの歌」という曲が作られた（彼のBGMとしても使われている）。第7シーズン「ビルとベンとファーガス」、「ファーガスときそく」、「ソルティーとあらし」のみ登場。
ネビル（Neville）
日本吹き替え - 相馬幸人
第9シーズンから登場する黒色の小型テンダー機関車。ディーゼル機関車のような形 だが、れっきとした蒸気機関車。英サザン鉄道の「Q1形」がモデル。車体色は黒。彼がハリーとバートと一緒にいたのを見たトーマスは彼がディーゼル機関車と仲がいいものと勘違いして嫌っていたが、実はハリー達に意地悪されていただけだったことを知ると仲直りする。とても親切な性格のようである。第13シーズン以降は登場していない。
ビリー（Billy）
日本吹き替え - 相馬幸人
第11シーズンのみに登場するオレンジ色の小型タンク機関車で、車体色はオレンジ。モデルはマニング・ワードル製の「L形」0-6-0ST。ソルティーと同じで出っ歯なのが特徴。最初は自分にうるさく忠告するトーマスが嫌で逃げてばかりいたが、最終的にはトーマスから仕事の大切さを教わりしっかり仕事をするようになった
ハンク（Hank）
第12シーズンのみに登場する大型のアメリカン機関車。モデルは「ペンシルバニア鉄道K4形」。車体色は群青。トーマスをチビ扱いしていたが、重い荷物を運んで故障し
たトーマスを押して助けたことがある。
フローラ（Flora）
第12シーズンのみに登場する黄色の小型路面機関車。モーズリー・ロード路面鉄道の機関車がモデル。車体色は黄色。彼女専用の二階建ての大きな客車を持っている。トーマスは初めて彼女を見たとき照れて恥ずかしがっていた。
パッフィング・ビリー（Puffing Billy）
日本吹き替え - 仲木隆司

バーサ（Bertha）

サニー（Sonny）
英国・米国吹き替え - ジョー・スワシュ
日本吹き替え - 後藤淳平（長編第16作）→織江珠生（長編第16作-）
長編第16作「おいでよ!未来の発明ショー!」から登場する小型タンク機関車。車体色は紺色。車体番号は「1842」。モデルはヘイドック炭鉱鉄道「ベレロフォン」。
バズとバーニーの仲間で悪事を働いていた。ノランビー伯爵とホリフィールド教授から牛乳の運搬を頼まれ運んだことで、役に立つ機関車になりたいと思うようになり、彼らの手を離れてノース・ウェスタン鉄道の一員になった。

### メインランド
ノベルティー（Novelty）
長編第8作『キング・オブ・ザ・レイルウェイ トーマスと失われた王冠』から登場。
サン・パリール（Sans Pareil）
長編第8作『キング・オブ・ザ・レイルウェイ トーマスと失われた王冠』から登場。
レキシー（Lexi）
英国・米国吹き替え - ルーシー・モンゴメリー
日本吹き替え - 黒沢かずこ（長編第13作）→大井麻利衣（長編第13作-）
長編第13作『とびだせ!友情の大冒険』のみに登場。実験用車両のキャブ・フォワード型 機関車。車体色は空色。アメリカのノース・パシフィック・コースト鉄道21号「トーマス・ステッソン」がモデル。
陽気な性格の女性で、何事にも熱心で興奮しやすい。自分がどんなふうに見えているかを試すのが好きで、しばしば声や言葉遣いを変えて自分に見合うものを確かめている。自分の能力が人の役に立たないことを自覚しているが、とても社交的で常に新しい事を探している。
セオ（Theo）
英国・米国吹き替え - ダレン・ボイド
日本吹き替え - 村上知子（長編第13作）→竹内恵美子（長編第13作-）
長編第13作『とびだせ!友情の大冒険』のみに登場。実験用車両でトラクション・エンジンがベースの珍しい形の小型タンク機関車。車体色は茶色と薄いオレンジ。
用心深く内向的な性格だが、親切で思いやりにあふれており、自分や友達が平穏な生活を送れることを常に望んでいる。ピストン棒や歯車の歯が詰まるとぎこちなく前後に揺れることがあり、スプラッターとドッヂと同じく、特にバック走行が大の苦手。そのため自分に自信が持てないでいる。
ハリケーン（Hurricane）
英国・米国吹き替え - ジム・ハウィック
日本吹き替え - 祐仙勇
長編第13作『とびだせ!友情の大冒険』のみに登場。製鋼所で働く、ゴードンと同じくらい大型のタンク機関車。車体色は赤茶色。車体番号は「20」。グレート・イースタン鉄道A55形がモデル。
とてもお人好しで物分かりが良く、名前に似合わず穏やかで親切な性格。しかしフランキーのことを誠実な仲間だと思っているため、彼女の悪いところを見て見ぬふりしながら言うことを聞き手助けをしている。
ダッチェス・オブ・ラフバラー（Duchess of Loughborough）
英国・米国吹き替え - ロザムンド・パイク
日本吹き替え - 中井美琴
第24シーズンのみに登場。車体色はクリーム色。車体番号は「2020」。ロンドン・ミッドランド・アンド・スコティッシュ鉄道ロイヤル・スコット級がモデル。

### 他国
ゲイター（Gator）
英国・米国吹き替え - クライヴ・マントル
日本吹き替え - トシ（長編第9作）→田尻浩章（長編第9作-）
長編第9作『勇者とソドー島の怪物』と第18シーズンのみに登場。芋虫のように長く傾斜したタンクを持つ大型タンク機関車。車体色は黄緑と深緑。本名はジェラルド（Gerald）だが、ワニ（alligator）のような外見の為ゲイターというあだ名で呼ばれている。
コロンビアの山岳地帯で使用されたセンチネル・ワゴン・ワークス社製のスチームモーター機関車がモデル。トーマス達に装備されているような車輪の連結棒が無い。車体前面が傾斜状になっており、斜面を走るのが得意な造りをしているが、高所恐怖症という弱点がある。パーシーとは港で知り合って以来友達同士。
ソドー島へは助っ人として派遣されてきた。その外見のために怪物と間違えられることがあるが、心優しく勇敢な機関車。
ヴィニー（Vinnie）
英国・米国吹き替え- ジョン・シュワブ
日本吹き替え- 金光宣明
長編第12作『走れ!世界のなかまたち』から登場する大型流線形テンダー機関車。車体色は灰色。車体番号は「6407」。モデルはアメリカとカナダを結ぶグランド・トランク・ウエスタン鉄道の6407号。同車体番号の実車は1959年に廃車、解体された。
負けず嫌いで意地悪な態度を取ることがあり、仲間内での評判は真っ二つに割れている。
グレート・レイルウェイ・ショーでは北アメリカ代表で力自慢決定戦に出場した。フィリップを転車台の溝に突き落とそうとした所をトーマスとアシマに電気塔にぶつけられる。
長編第14作『きかんしゃトーマス Go!Go!地球まるごとアドベンチャー』ではカメオ出演で、サンフランシスコの港で働いている姿を確認できる。
カルロス（Carlos）
英国・米国吹き替え - デヴィッド・ベデラ（長編第12作）→ガブリエル・ポラス（長編第14作-）
日本吹き替え - 金丸淳一
長編第12作から登場。メキシコで働く小型テンダー機関車。車体色は黒。車体番号は「903」。誇り高くいつも微笑みを絶やさない。モデルはメキシコ国鉄の「ラ・フィデーリタ」。
グレート・レイルウェイ・ショーではメキシコ代表で最優秀デザインショーに出場した。フィリップとぶつかりそうになった事がある。毎年ショーに参加しており、第1回の力自慢決定戦で優勝した実績を持つ。
長編第14作で再登場し、トーマス達の貨車に載せられたエースに声を掛けた。
フリーダ（Frieda）
英国・米国吹き替え- テレサ・ギャラガー
日本吹き替え- 山崎依里奈
長編第12作『走れ!世界のなかまたち』のみに登場する大型流線形テンダー機関車。車体色は水色。車体番号は「409」。モデルは「ブラック・スワン」ことドイツ国鉄10形。
力強く、男性に出来る事は女性の方が上手くやれるという考えを持っている。トーマスが彼女をゴードンと見間違えた事がある。
グレート・レイルウェイ・ショーではドイツ代表で力自慢決定戦に出場した。
アクセル（Axel）
英国・米国吹き替え- ロブ・ラックストロー
日本吹き替え- 河本邦弘
長編第12作『走れ!世界のなかまたち』のみに登場する大型流線形テンダー機関車。車体色は赤。モデルはベルギー国鉄の12形。
クールでスタイリッシュなボディは蒸気機関車ファンの間で人気。
グレート・レイルウェイ・ショーではベルギー代表で機関車スピードレースに出場した。
クワク（Kwaku）
英国・米国吹き替え- アブバカール・サリム
日本吹き替え- 三宅健太
長編第14作『Go!Go!地球まるごとアドベンチャー』のみに登場する、ケニアやタンザニアで働くガーラット式機関車。車体色は煉瓦色。モデルは東アフリカ鉄道59形。
陽気な性格で冗談が好き。ニアの友達で、彼女に機関庫が無い事を知っていた。ケニア育ちの為、ニアと同じく挨拶が長くコミュニケーション能力が豊かである。
ボゥ（Beau）
英国・米国吹き替え- ケリー・シェイル
日本吹き替え- 樫井笙人
長編第14作『Go!Go!地球まるごとアドベンチャー』のみに登場する古い小型テンダー機関車。車体色は銀色。車体番号は「2573」。モデルはアメリカ大陸横断鉄道のゴールデン・スパイクに立ち会ったことで有名なセントラル・パシフィック鉄道の60号機「ジュピター」。
グランド・キャニオンの鉱山で働いている。口元の髭と巨大な煙突が特徴。脱線したトーマス達に人や馬の力で線路に戻せることを教えた。
ブラジルの蒸気機関車（The Brazilian Steam Engine）
英国・米国吹き替え- ガブリエル・ポラス
日本吹き替え- 白石兼斗
長編第14作『Go!Go!地球まるごとアドベンチャー』のみに登場するラウルと同型のタンク機関車。車体色は水色。
マルシア（Marcia）
英国・米国吹き替え- ローラ・ククルーリョ
日本吹き替え- 内山茉莉
マルシオ（Marcio）
英国・米国吹き替え- フレデリコ・トルヒーリョ
日本吹き替え- 小田柿悠太
第24シーズンのみに登場。ブラジルのユーカリ森林鉄道で働く双子のテンダー機関車。車体色は青緑。ブラジル鉄道保存協会で最初に保存された215号蒸気機関車がモデル。
2台同時に喋る癖がある。トーマスと出逢うまで森林鉄道の外の世界に憧れていた。薪燃焼式で、燃料が早く尽きてしまう為に長距離を走ることが出来ない。
黒い機関車（The Mean Engines）
英国・米国吹き替え- クリス・ルー・クン・ホイ
日本吹き替え- 田所陽向、河本邦弘
第24シーズンにおいてヨンバオの回想のみに登場した、中国で働くテンダー機関車。大型と中型の2台が存在する。大型の方はヨンバオと、中型の方はカルロスと同型である。大型の方の車体色は黒、中型の方の車体色は茶色。
ヨンバオが赤いボディに塗り替えられる前、操車場で入換え作業を行っていた彼をからかっていたが、後に雪山で脱線し、ヨンバオに救出された時には意地悪をしたことを謝罪した。彼らが現在も働いているかどうかは不明。
それぞれ、オリジナルのショートアニメ に登場するダリー(Da Li)とシャオフー(Xiao Hu)に相当するキャラクターである。
茶色のテンダー機関車（The Brown Tender Engine(s)）
長編第14作『Go!Go!地球まるごとアドベンチャー』から登場するエドワードと同型の中型テンダー式機関車。モーリタニア、インド、ブラジルに存在する。
灰色のテンダー機関車（The Grey Tender Engine）
長編第14作『Go!Go!地球まるごとアドベンチャー』から登場するヘンリーと同型の大型テンダー機関車。長編第14作ではセネガルとタンザニアとブラジルに、第22シーズンではインドや中国に存在する。
栗色のタンク機関車（TMaroonoon Tank Engine）
長編第14作『Go!Go!地球まるごとアドベンチャー』から登場するオリバーと同型の小型タンク機関車。ブラジルの操車場の機関車とダルエスサラーム港の機関車合計2台存在する。
白いタンク機関車（The White Tank Engine）
長編第14作『Go!Go!地球まるごとアドベンチャー』のみに登場するライアンと同型の小型タンク機関車。ダルエスサラーム港を走っているのみ。第23シーズンではインドで働いているのが確認できる。
オレンジの中国の機関車（The Orange Chinese Engine）
長編第14作『Go!Go!地球まるごとアドベンチャー』のみに登場するエドワードと同型の中型テンダー式機関車。車体色はオレンジ。 顔が貨車に隠れて見え辛いが、よく見るとまつ毛があり、頬がピンクに染まっているので、性別は恐らく女性と思われる。作中ではトーマスからニアと間違われて声を掛けられた。
紫のタンク機関車（The Purple Tank Engine）
第22シーズンのみに登場するオリバーと同型の小型タンク機関車。インドの駅で急行客車を牽いているのみ。
紫のテンダー機関車（The Purple Tender Engine）
第22シーズンのみに登場するヘンリーと同型の大型テンダー式機関車。
紫のテンダー機関車（The Purple Tender Engine）
第25シーズンのみに登場するヘンリーと同型の大型テンダー式機関車。

### 架空
ビルボードの機関車（The Billboard Engine）
第25シーズンのみに登場する小型タンク機関車。車体色は茶色。
ちっちゃい ちっちゃいモーターカー（The Itsy-Bitsy Speeder）
第25シーズンのみに登場する小型タンク機関車。車体色は赤。
ウルトラトレイン（Ultratrain）
英国吹き替え - コーリー・ドラン・ジェイ・アームストロング（第25シーズン）
米国吹き替え - コーリー・ドラン
日本吹き替え - 武内駿輔
第25シーズンのみに登場。映画に出演しているスーパーヒーロー役の小型タンク機関車。車体色は赤と黄色。
トレイニアック（Trainiac）
英国吹き替え - コーリー・ドラン・ジェイ・アームストロング（第25シーズン）
米国吹き替え - コーリー・ドラン
日本吹き替え - 岡本幸輔
第25シーズンのみに登場。映画に出演しているスーパーヴィラン役の小型タンク機関車。車体色は紫。
緑のスーパー機関車 (The Green Super-Engine)

赤いスーパー機関車 (The Red Super-Engine)

### 魔法の線路
レディー（Lady）
英国・米国吹き替え - ブリット・オールクロフト
日本吹き替え - 渡辺満里奈（長編第1作）→松来未祐（長編第2作）
長編第1作から登場。山に住む魔法の機関車で、“魔法の線路”の秘密を握っている。『きかんしゃトーマス』において初の女の子の蒸気機関車。
かつてディーゼル10から逃げたが、石炭が切れてディーゼル10に捕まり痛め付けられ、壊されそうになったところをバーネットに助けられた。
マッフルマウンテンで永遠の眠りにつき、バーネットによって匿われていたが、リリー達の力によって目覚める。トーマスに連れられてソドー島へやって来た時に、再びディーゼル10に追われる羽目になってしまうが、“魔法の力”によって無事に逃げ切ることができた。
長編第2作ではラスティーと一緒にトーマスの夢の中に出て来て、ディーゼル機関車と協力するようアドバイスをしていた。
レディー本人はTVシリーズ本編に出てこなくなったが、後に汽笛がミリーのものとして使われている。

### シャイニング・タイム
レインボー・サン（Rainbow Sun）
シャイニング・タイムの鉄道を走っているテンダー機関車。車体番号は「475」。モデルはノーフォーク&ウェスタン鉄道475号機。
『レインボー・サン』という名前に反して、ボディカラーは黒一色。

## 玩具オリジナルキャラクター

### ノース・ウェスタン鉄道
ダスティン（Dustin）
蒸気動力式のロータリー式除雪車。車体色は朱色と黒。車体番号は「1869」で側面に「J.W.E」と書かれている。これらは1869年にロータリーを発明したカナダの歯科医J・W・エリオットが由来。車両のモデルはオレゴン・ショート・ライン鉄道762号。

### メインランド
ローガン（Logan）
クロスビー石炭会社を手伝うためにメインランドからやってきた、ディーゼル機関車のような外見をした小型の入れ替え用タンク機関車。サマセット・アンド・ドーセット・ジョイント鉄道のシャンター、S&DJR センチネルがモデル。車体の色は黄色と水色。車体番号は「7109」。タレントショーの当日にゴードンとエドワードが牽引する車両を間違えて入れ替えたことがある。木製レールシリーズのオリジナルキャラクターであり本編には登場しないが商品の宣伝用にCGモデルが用意されている。

### 他国
サム（Sam）
英国・米国吹き替え- ロブ・ラックストロー
日本吹き替え- こばたけまさふみ
貨車4台分の全長を持つシリーズ最大級の超大型テンダー機関車。車体色はペルシアグリーンと黒。車体番号は「906」。バージニアン鉄道の2-6-6-6ブルーリッジ形（No.906）がモデル。一度に40両以上の貨車を牽くことができる。ソドー博物館の建設を手伝う為アメリカからやってきた。溝に落ちたパーシーと鐘を救出したことがある。ローガン同様宣伝用にCGモデルが用意されており、長編第14作『Go!Go!地球まるごとアドベンチャー』でTV進出した。

## 絵本オリジナルキャラクター

### メインランド
フライング・シスル（The Flying Thistle）
ゴードンとフライング・スコッツマンの兄弟機。ゴードンと同型だが、彼は円型のバッファーである。
原作ではフライング・スコッツマンがゴードンの唯一生き残った兄弟とされているが、マガジンストーリーでは彼も生き残っている。
「フライング・シスル」の「シスル」は「あざみ」を意味する。フライング・スコッツマンとは違い、除煙板は装備しておらず、ダブルテンダーではない。

### 日本
C11

ダブス（Dübs）

ハチロク（Hachiroku）

キットソン（Kitson）

せいぞう（Seizo）

よしつね（Yoshitsune）

B20

C62 17

### 別の鉄道
青いテンダー機関車B（The Second Blue Tender Engine）
その名の通り、青いテンダー機関車。
消えたタンク機関車（The Lost Tank Engine）
「The Monster Under the Shed」に登場する。ジェームスの怪談話に登場した、キャブの後ろの窓が無いタンク機関車。ロンドン・アンド・サウス・ウェスタン鉄道の0298形がモデル。
金色の蒸気機関車（The Golden Steam Engine）
「Thomas and the Beanstalk」に登場する。その名の通り、金色のボディが特徴的な女の子の蒸気機関車。本名不明。原作絵本のメイビスとCGアニメ以降のデイジーと同様、控えめだが、化粧をしている。ディーゼル10と手を組んだ巨人に捕まった。ディーゼル10は彼女に興味を持ち、彼女に手を出そうとした。また、ディーゼル10曰く「伝説の機関車」らしい。そして、ディーゼル10はトーマスと一緒に逃げる彼女を追いかけた。
彼女は『ジャックと豆の木』のハープの役割を担っている模様。
彼女の顔は、エミリーの顔に化粧を施したものを使用している。
なお、モデル機はペンシルバニア鉄道A3形蒸気機関車（テンダー機関車）である。
ポスターの機関車（The Poster Engine）

赤いテンダー機関車（The Red Tender Engine）
その名の通り、赤いテンダー機関車。